# 퐁 아망

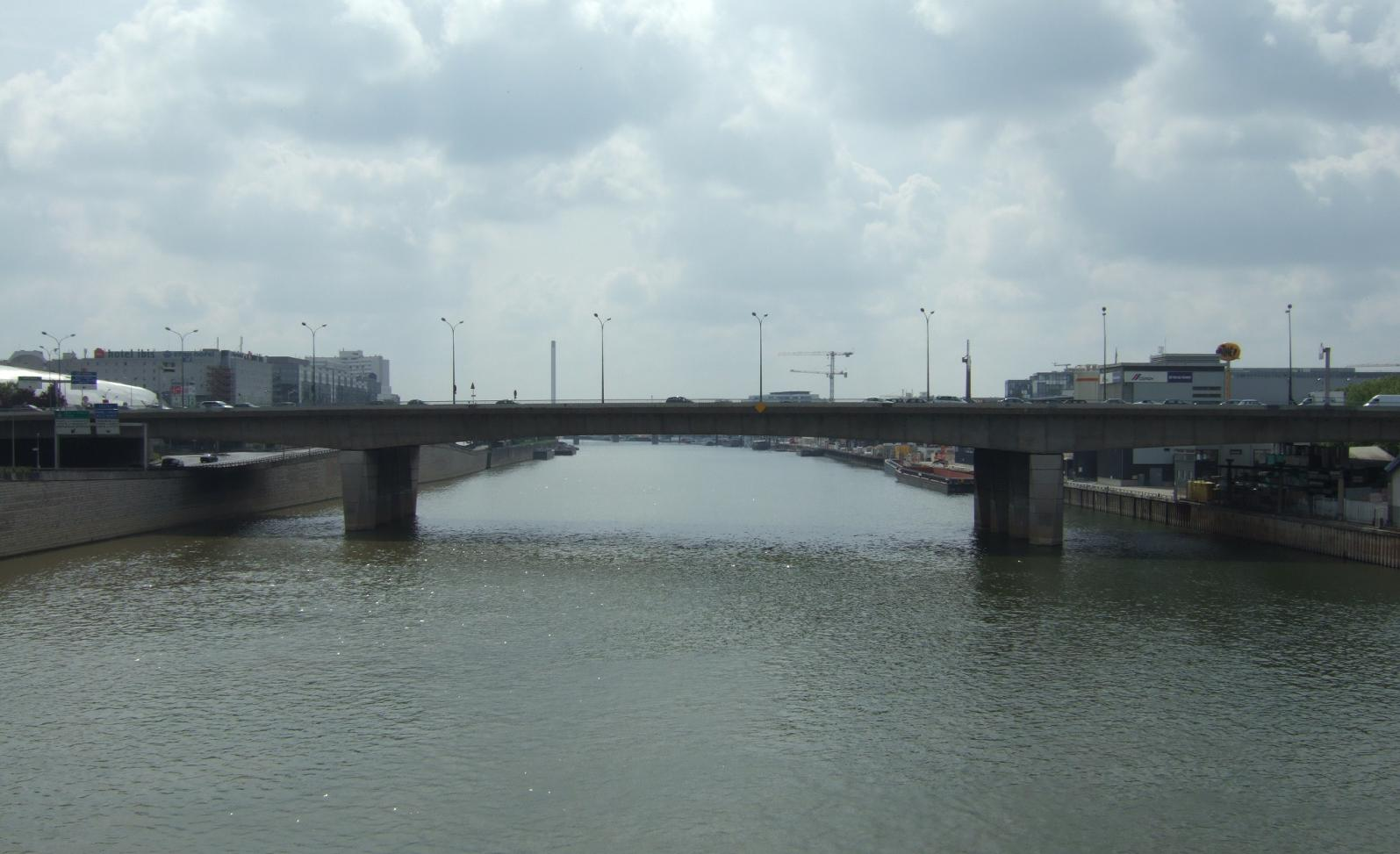
퐁 아망

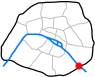
위치 설명

퐁 아망(프랑스어: pont amont)은 프랑스 파리에 있는 다리로서 말 그대로 하면 상류의 다리라는 뜻이다. 센강에 있으며 누군가가 센 강을 통해서 파리로 들어온다면 퐁 아망은 그 사람이 마주하는 첫 다리가 될 것이다.
다리는 파리 시 내부의 12, 13번 구와 연결되어 있으며 차도를 위하여 사용될 목적으로 지어졌다. 전체 길이는 270m로서 1969년에 설치되었다. 흥미롭게도 다리는 공식적인 이름이 없다. 프랑스어에서 아몽(Amont)이란 상류라는 뜻이 있기에 이 명칭이 비공식적으로 쓰이고 있다.